# کارل رابرت پوستا
کارل رابرت پوستا (استونیایی: Kaarel Robert Pusta; ۱ مارس ۱۸۸۸ – ۴ مهٔ ۱۹۶۴) سیاست‌مدار اهل استونی بود. وی در سال ۱۹۲۰ و از سال ۱۹۲۴ تا ۱۹۲۵ وزیر امور خارجه استونی بوده است.